# Claude Marais
Pour les articles homonymes, voir Marais (homonymie).
Claude Marais, née dans les années 1930, est une femme de lettres française, auteure de roman policier.

## Biographie
Elle fait des études de médecine. En 1968, elle publie son premier roman, Le bas blesse. En 1974, elle fait paraître Trois cœurs contrés et est lauréate du prix du roman d'aventures.

## Œuvre

### Romans
- Le bas blesse, Paris, Librairie des Champs-Élysées, coll. « Le Masque » no 998, 1968
- On ne joue pas avec le feu, Paris, Librairie des Champs-Élysées, coll. « Le Masque » no 1254, 1973 ; réédition, Paris, Librairie des Champs-Élysées, coll. « Club des Masques » no 372, 1979  (ISBN 2-7024-0872-9)
- Trois cœurs contrés, Paris, Librairie des Champs-Élysées, coll. « Le Masque » no 1326, 1974  (ISBN 2-7024-0288-7) ; réédition, Paris, Librairie des Champs-Élysées, coll. « Club des Masques » no 461, 1981  (ISBN 2-7024-1137-1)

## Prix et distinctions
- Prix du roman d'aventures 1974 pour Trois cœurs contrés

## Sources
: document utilisé comme source pour la rédaction de cet article.
- Jacques Baudou et Jean-Jacques Schleret, Le Vrai Visage du Masque, vol. 1, Paris, Futuropolis, 1984, 476 p. (OCLC 311506692), p. 296.